# Elio Armas
Elio Armando Armas Valencia (Guayaquil, Ecuador; 1941 o 1942 - Ibidem; 9 de abril de 2020) fue un fotógrafo y periodista ecuatoriano, que realizaba fotoperiodismo para distintos medios de comunicación y uno de los más importantes cronistas gráficos de Ecuador, entre los años sesenta y ochenta.

## Carrera
Fue el fotógrafo estrella del diario El Telégrafo en la década de los sesenta, durante la dirección de Eduardo Arosemena Gómez. También fue reportero de la revista Vistazo, con la que cubrió los últimos años de la Guerra de Vietnam, junto al periodista Alberto Borges. También fue parte de la cobertura que realizó Ecuavisa, junto al periodista Alfonso Espinosa de los Monteros y el gerente de la revista Rodrigo Bustamante, del despegue del Apolo 11 que llevó al primer hombre a la Luna, en Cabo Cañaveral, Estados Unidos, donde se encuentran las plataformas espaciales.
Fue el fotógrafo de la presidencia durante el mandato de León Febres-Cordero, cubrió los acontecimientos históricos del gobierno. Una postal donde se muestra a Elio Armas sosteniendo dos cámaras y al presidente Febres-Cordero con Ronald Reagan, presidente de los Estados Unidos, en la Casa Blanca, durante su encuentro, es la imagen con la que recuerdan las gráficas de su trabajo sus colegas y amigos. También fue el fotógrafo del Club Sport Emelec. Regresó por una década más a realizar reportajes nuevamente para la revista Vistazo. Luego de su retiro, realizó talleres de fotografía. También fue profesor de la Universidad de Guayaquil, cuando la Facultad de Comunicación Social se encontraba en el centro de la ciudad, en el Instituto Coello.

## Muerte
Padeció de una larga enfermedad que afectó su motricidad y al no encontrar tratamiento médico debido al colapso hospitalario en Guayaquil, provocado por la pandemia de enfermedad por coronavirus, falleció a la edad de 78 años durante la cuarentena de Ecuador. Su hermano Serafín falleció tres meses antes y su hijo, el fotoperiodista Elio Armas Nahón, también falleció el 2 de abril, víctima de coma diabético .